# Mösjön (Kristdala socken, Småland, 636390-152195)
Mösjön är en sjö i Oskarshamns kommun i Småland och ingår i Viråns huvudavrinningsområde. Sjön är 7 meter djup, har en yta på 0,408 kvadratkilometer och befinner sig 81,4 meter över havet. Sjön avvattnas av vattendraget Vidbäcken.

## Delavrinningsområde
Mösjön ingår i det delavrinningsområde (636462-152159) som SMHI kallar för Mynnar i Hummeln. Medelhöjden är 95 meter över havet och ytan är 24,46 kvadratkilometer. Det finns inga avrinningsområden uppströms utan avrinningsområdet är högsta punkten. Vidbäcken som avvattnar avrinningsområdet har biflödesordning 3, vilket innebär att vattnet flödar genom totalt 3 vattendrag innan det når havet efter 23 kilometer. Avrinningsområdet består mestadels av skog (78 procent). Avrinningsområdet har 0,52 kvadratkilometer vattenytor vilket ger det en sjöprocent på 2,1 procent. Bebyggelsen i området täcker en yta av 1,32 kvadratkilometer eller 5 procent av avrinningsområdet.